# Donja Suvaja (Bosanska Krupa)
Pour les articles homonymes, voir Donja Suvaja.
Donja Suvaja (en serbe cyrillique : Доња Суваја) est un village de Bosnie-Herzégovine. Il est situé dans la municipalité de Bosanska Krupa, dans le canton d'Una-Sana et dans la fédération de Bosnie-et-Herzégovine. Selon les premiers résultats du recensement bosnien de 2013, il compte 60 habitants.

## Démographie

### Évolution historique de la population
| 1948 | 1953 | 1961 | 1971 | 1981 | 1991 | 2013 |
| ---- | ---- | ---- | ---- | ---- | ---- | ---- |
| -    | -    | 806  | 645  | 556  | 376  | 60   |

|  |

### Communauté locale
En 1991, Donja Suvaja faisait partie de la communauté locale de Suvaja qui comptait 1 094 habitants, répartis de la manière suivante :

## Personnalité
Le chanteur folk serbe Boro Drljača, populaire dans l'ex-Yougoslavie, est né dans le village en 1941.